# 綾瀬凛
綾瀬 凛（あやせ りん、1980年〈昭和55年〉7月16日 - ）は、イケメン男性を専門とした女性写真家。
映画監督、クラブDJ、役者。
2011年より配偶者に、絵師の羽水もきゅ。
過去、歌舞伎町の数千人のホストを撮影。
本人の個性的なキャラクターもウケておりドS女王様カメラマンタレントとしてTVメディア等でもマルチに活躍中。

## 人物
身長：155cm、体重：48kg
誕生日：7月16日
趣味：SM、コスプレ、ホラー、オカルト怪談。
性格：S。優しい。姉後肌。
好みの男性のタイプ：『M男』。

## 経歴
幼少期から絵を描くこととホラーが大好きな大人しい学生で、上京後、女子美術短期大学を経て、東京デザイナー学院を卒業。
- 2000年 東京デザイナー学院卒業制作最優秀賞(写真)
- 2000年 毎日新聞毎日DNS学生コンペにて写真作品入選(写真)

デザイン事務所勤務を数社経て、2006年頃より歌舞伎町でキャバクラ嬢をしながら、ホストの写真を撮りはじめる。
女王様カメラマン綾瀬凛となり各種雑誌やTVメディアにとりあげられ写真家タレントとしてデビュー。
- 2010年 化粧男子宣言コンテストcool部門優勝(メイク)
- 2012年新鋭写真家の巨大サミット「フォトグラファーズサミット9」出演。(写真)
- 2014年１月日本コスプレ写真協会 「コスプレ写真コンテスト」グランプリ受賞。(写真)
- 2016年 ホストクラブACQUAにて 写真展「ホスト100人展」開催
- 2018年9月 DesignFestagalldry 写真展「イケメン100人展」開催
- 2020年川崎ハロウィン仮装セクシー賞(メイク)
- 2018年度 自主制作映画監督作品「己の闇を、知りなさい。」「2年C組もきゅ先生」の2作がDVD化し全国流通。
- 2021年youtubeホラー映画祭にて綾瀬凛監督映画「アレ、何だったの？」が観客賞受賞
- 2022年スマートフォンフェスティバル国際短編部門にて監督作品「歌舞伎町の金魚たちへ」がグランプリ受賞
- 2023年オムニバス映画「怪奇百物語 百奇夜噺～西鶴怪談 似せ男～」 監督 映画館上映、DVD化、アマプラ配信
- 2023年TikTokドラマ「青春パズル」監督

## 主な映画作品
- DVD

「己の闇を、知りなさい。」
「2年C組もきゅ先生」
- 第一回Youtubeホラー映画祭 観客賞受賞作　DVD販売中  『アレ、何だったの？』

- 第ニ回Youtubeホラー映画祭 グランプリノミネート  『煩い』

- スマートフォン映画祭 国際短編部門グランプリ受賞作  『歌舞伎町の金魚たちへ』

- ほらーちゃんねる公開作品 『アレ、何だったの？』2
- オムニバスホラー映画 『百奇夜噺～西鶴怪談・似せ男～』
- 第一回溝の口短編ホラー・サスペンス映画祭2023 最優秀候補作品 「寂しい街で出会った、君と僕のお話」
- 『春景』映画祭特別賞
- TikTokドラマ「青春パズル(スキマシネマ)」監督

「年上の女」 
「解けない方程式」
「イイ男塾製作委員会」
「好きだと伝えたい」
「初体験」
「どうぞ、」
「ずっと好きだったよ」
「おばあちゃんへ」
「今日も彼に会いにいくの」
- 蜘蛛と縄（2025年）[1]

## 主なテレビ出演
- テレビ東京「関ジャニ∞のありえへん世界」
- 関西テレビ(BSフジ)「Mujack」
- TBS「全種類」
- フジテレビ「投稿SUMO!頂王」
- フジテレビ「おノロケ」
- 日テレ「スッキリ」
- TOKYO MX-TV「SHIBUYA FASHION TV」にて綾瀬凛密着取材特集
- TBS「有田とマツコと男と女」
- フジテレビ「ノンストップ」
- NOTTV「Notty live」
- フジテレビ「お台場政経塾」
- 広島テレビ「アグレッシブですけど何か？」
- Bee TV 加藤茶＆ザキヤマの「加トザキ」
- 東海テレビ「バナナマンのバナナ塾」
- フジテレビ「モウソリスト」
- テレビ大阪「わざわざ言うＴＶ」
- スカパー「田村淳のダメ！絶対！！」
- 毎日放送「明石家電視台」
- テレビ朝日「サンド千鳥のイイ意味でヤバい夫婦」
- 「マツコ会議」限定動画
- ｄTV「キスマイどきどきーん！」
- テレビ朝日「〜ダメ男から学ぶ恋愛学〜ナゼモテ？」
- ABEMA TV「声優と夜遊び」
- 日本テレビ「ダウンタウンのガキの使いやあらへんで！」
- TOKYO-MX2「妖ばなし71話」
- 「電撃ネットワークのスター誕生」
- ザブングル松尾の「ぶるぺん～今まさに世に出ようとしている「あったまった人々」～」
- 浜田ブリトニーの「ブリとサワの大冒険」他

## 主な雑誌記事・インタビュー
- 「HOST KNUCKLE」（ミリオン出版）
- 「MEN'S SPIDER」（リイド社）
- 「VANESSA STYLE」（シーズ出版）
- 「PQ」（シーズ出版）
- 「SPLY」
- 「BOY'S HUNTERER」(編集長)
- 「FG」(編集長)

【その他メディア出演経歴】
- 「日刊スポーツ」綾瀬凛特集掲載
- 「中野経済新聞」掲載
- 徳間書店 「Trickster Age」Vol.5にて女王様カメラマン綾瀬凛特集(6P)
- 「スタイルアリーナ」掲載
- クーポンマガジン「ぱど」池袋エリアにて掲載
- 「歌舞伎町コミューン」にて綾瀬凛インタビュー掲載
- 「Nicheee!」にて綾瀬凛インタビュー掲載
- 「VOBO」にて綾瀬凛インタビュー掲載
- 「eyestrane.com」にて綾瀬凛インタビュー掲載
- 「サンデーＧＸ 漫画でわかる萌えビジネス」マンガキャラとして登場掲載
- アパレルブランド（デンジャラスヌード、FERNNOPA 広告、Web、ファッションショーモデル）
- ジーオーティー出版社「ズバ王」おとなのお痴事にて綾瀬凛インタビュー記事
- ホラー映画「ひきこさんvs貞子」イベントＭＣにてホラー小話の担当
- 池袋公会堂「トリトリ１０周年記念イベント」にてヘアショーモデルとして著名Ｖ系バンド等と共に出演。
- 歌舞伎町プロレスにてDJ、リングガール、セコンドを務める
- 神取忍さん率いるLLPW-X秋の大収穫祭にてDJコラボ
- OKOWA東京闘争2020出場
- 2021年雑誌「サウナランド」掲載

## DJ、イベントオーガナイズ
2011年よりV系、アニソンを中心にDJ活動。オーガナイズもこなす。
2020年頃からは四つ打ちを中心にpsychedelic、Hard technoを中心にプレイ。国内の有名クラブや海外にも呼ばれ活動中。
主催イベント
- 「M男deないと」（SM×オールジャンル）
- 「厨二病ナイト」（アニソン）
- 「ヴィジュアル酒場」（V-ROCK）
- 「神様といっしょ」（psychedelic）
- 「夏の夜々見ル夢」（怪談イベント）

etc

## その他の活動
- 怪談絵描き鬼ごろし

配偶者で絵描きの羽水もきゅがライブペイントを行い、それに沿って日本の昔話や怪談を朗読するユニット。
2人で着物を着て、各種デパートや地方のお祭りなどで演目を行っている。
- M男騎馬隊

お笑いパフォーマンスグループ
- 劇団らいあ/劇団厨二病

主催する厨二病ナイトのメンバーで構成されたコスプレ劇団。綾瀬凛は運営と悪役女優として所属。
各種イベント、地方のコスプレイベントやお祭りなどにも呼ばれパフォーマンスを行う。